# شهرستان مکلنبرگ (ویرجینیا)
شهرستان مکلنبرگ، ویرجینیا (به انگلیسی: Mecklenburg County, Virginia) یک سکونتگاه مسکونی در ایالات متحده آمریکا است که در ویرجینیا واقع شده‌است.

## خصوصیات
شهرستان مکلنبرگ ۱٬۷۵۸٫۶۱ کیلومترمربع مساحت دارد.